# Gnypeta oregona
Gnypeta oregona är en skalbaggsart som beskrevs av Thomas Casey 1906. Gnypeta oregona ingår i släktet Gnypeta och familjen kortvingar. Inga underarter finns listade i Catalogue of Life.